# بیژن سیف‌خانی
بیژن سیف‌خانی فرنگی‌کار اهل ایران است که در مسابقات کشتی فرنگی قهرمانی جهان کیف سال ۱۹۸۳ حریف خود از تیم اسرائیل به نام رابینسون کوناشویلی را در  شکست داد.این مسابقه، آخرین رقابت دو کشور در مسابقات ورزشی پس از انقلاب اسلامی محسوب می‌شود